# Засув (Польща)
Засув (пол. Zasów) — село в Польщі, у гміні Жиракув Дембицького повіту Підкарпатського воєводства.
Населення — 892 особи (2011).
У 1975-1998 роках село належало до Тарновського воєводства.

## Демографія
Демографічна структура станом на 31 березня 2011 року:
|          | Загалом | Допрацездатний вік | Працездатний вік | Постпрацездатний вік |
| -------- | ------- | ------------------ | ---------------- | -------------------- |
| Чоловіки | 444     | 109                | 302              | 33                   |
| Жінки    | 448     | 118                | 229              | 101                  |
| Разом    | 892     | 227                | 531              | 134                  |

## Відомі люди
- Теодор Мар'ян Тальовський (пол. Teodor Marian Talowski, 1857-1910) — польський архітектор.